# Colchis Regio
La Colchis Regio è una struttura geologica della superficie di Io.